# Edward Boscawen

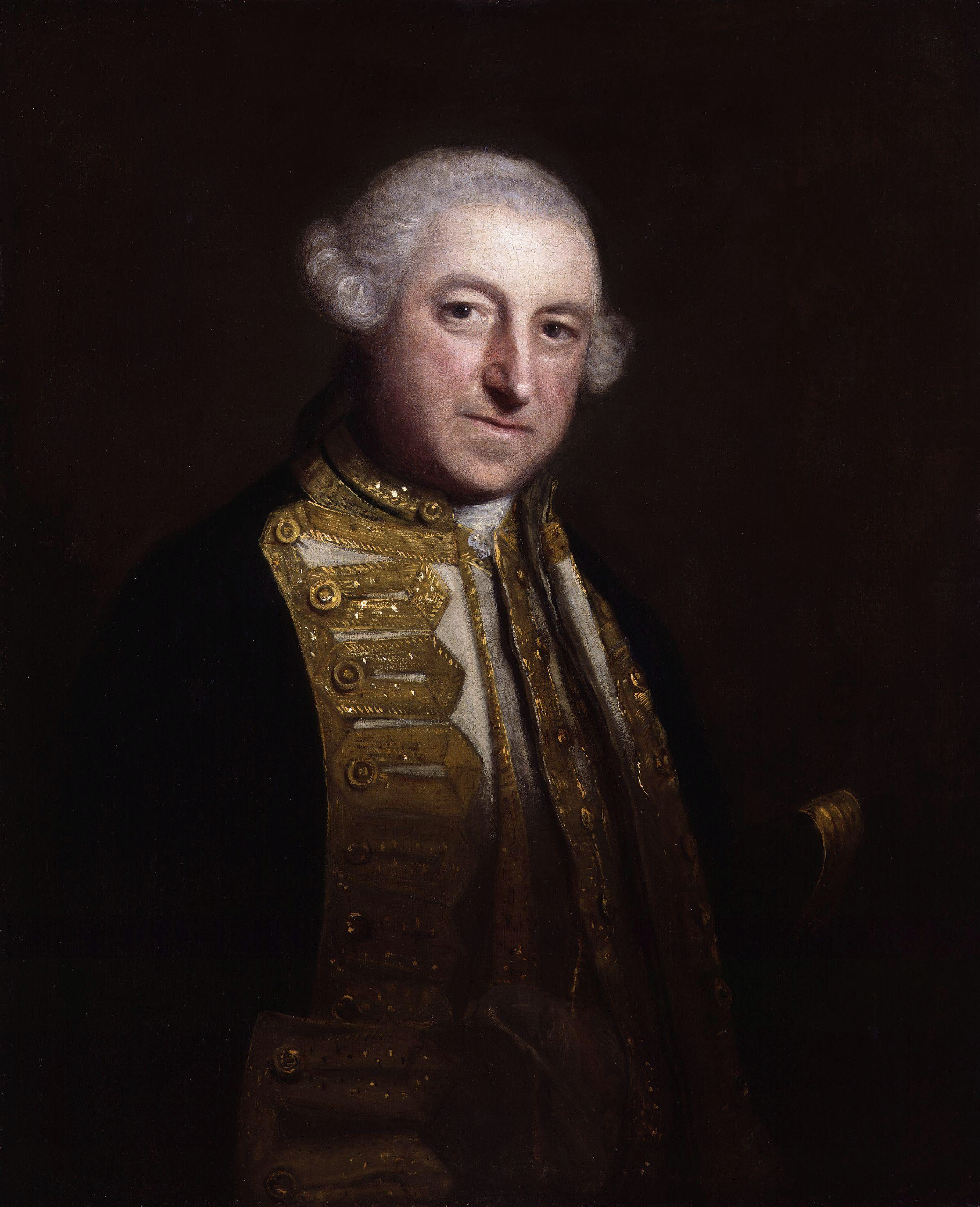
Edward Boscawen.

Edward Boscawen, född 19 augusti 1711, död 10 januari 1761, var en brittisk amiral.
Boscawen blev 1747 överbefälhavare över Storbritanniens stridskrafter i Indien och gjorde följande år ett misslyckat försök att inta det franska Pondichéry. 
1755 uppbringade Boscawen två franska örlogsfartyg i Saint Lawrenceviken vilket inledde sjökriget med Frankrike. Vid intagandet av Louisbourg och Kap Bretonön 1758 var Boscawen chef för blockadflottan. 
1759 besegrade han i grund utanför Lagos i Portugal en fransk eskader från Toulon, som försökte förena sig med huvudflottan i Brest.